# Engina turbinella
Engina turbinella là một loài ốc biển nhỏ, là động vật thân mềm chân bụng sống ở biển trong họ Buccinidae.